# 환혼 빛과 그림자
《환혼: 빛과 그림자》는 2022년 12월 10일부터 2023년 1월 8일까지 방송된 tvN 토일드라마다.

## 기획 의도
역사에도 지도에도 존재하지 않은 가상의 국가 ‘대호국’을 배경으로, 영혼을 바꾸는 '환혼술'로 인해 운명이 비틀린 주인공들이 이를 극복하고 성장해가는 판타지 로맨스

## 제작진

### 극본
- 홍정은, 홍미란 : KBS 2TV 월화 드라마 《쾌걸춘향》(공동 집필), SBS 수목 드라마 《마이걸》(공동 집필), MBC 주말 특별 기획 드라마 《환상의 커플》(공동 집필), KBS 2TV 수목 드라마 《쾌도 홍길동》(공동 집필), SBS 수목 드라마 《미남이시네요》(공동 집필), SBS 수목 드라마 《내 여자친구는 구미호》(공동 집필), MBC 수목 드라마 《최고의 사랑》(공동 집필), KBS 2TV 월화 드라마 《빅》(공동 집필), SBS 수목 드라마 《주군의 태양》(공동 집필), MBC 수목 드라마 《맨도롱 또똣》(공동 집필), tvN 토일 드라마 《화유기》(공동 집필), tvN 토일 드라마 《호텔 델루나》(공동 집필), tvN 토일 드라마 《환혼》(공동 집필) 집필

### 연출
- 박준화 : SBS 《금요 컬처클럽》(공동 연출), KBS 2TV 《생방송 시사투나잇》(공동 연출), SBS 《접속! 무비월드》(공동 연출), tvN 《막돼먹은 영애씨 1》(공동 연출), tvN 《막돼먹은 영애씨 2》(공동 연출), tvN 《막돼먹은 영애씨 3》(공동 연출), tvN 《막돼먹은 영애씨 4》(공동 연출), tvN 《막돼먹은 영애씨 5》(공동 연출), tvN 《막돼먹은 영애씨 6》(공동 연출), tvN 《막돼먹은 영애씨 7》(공동 연출), tvN 《막돼먹은 영애씨 8》(연출), tvN 《리얼키즈 스토리 레인보우》(프로듀서), tvN 《막돼먹은 영애씨 10》(연출), tvN 《막돼먹은 영애씨 11》(연출), tvN 주간 드라마 《식샤를 합시다》(연출), tvN 월화 드라마 《식샤를 합시다 2》(공동 연출), tvN 월화 드라마 《싸우자 귀신아》(연출), tvN 월화 드라마 《이번 생은 처음이라》(연출), tvN 수목 드라마 《김비서가 왜 그럴까》(연출), tvN 수목 드라마 《간 떨어지는 동거》(크리에이터), tvN 토일 드라마 《환혼》(공동 연출) 연출
- 배현진 : tvN 토일 드라마 《스타트업》(공동 연출), MBC 금토 드라마《빅마우스》(공동 연출) 연출

## 등장인물

### 장씨 집안
- 이재욱 : 장욱 역 - 대호국 '장씨 집안'의 도련님, 3년 전 사건으로 죽음 끝에서 얼음돌을 품고 살아 돌아왔다. 얼음돌을 품은 힘으로 환혼인들을 잡고 있기에 그 힘과 힘이 주는 두려움으로 사람들 사이에서는 '괴물 잡는 괴물' 이라 불린다. 부연의 남편. 죽은 장강의 양아들. 죽은 도화의 아들.
- 오나라 : 김연 역 - 장씨 집안의 대소사를 책임지는 실세, 박진과의 마음을 확인한 뒤 사랑을 나누고 있지만, 3년 전 사건으로 더욱 힘들어하는 욱이의 곁을 떠나지 못한다. 진의 아내.
- 장태민 : 이서방 역 - 김도주를 도와 장씨 집안의 대소사를 담당한다.

### 진씨 집안(진요원)
- 고윤정 (아역 : 구유정) : 진부연/낙수 역 - 낙수의 얼굴을 지닌 신비로운 신녀, 3년 전 사건으로 석화된 후, 마의 이선생의 도움으로 다시 살아나면서 모든 기억과 신력을 잃어버렸다. 이 과정에서 진짜 진부연의 혼은 잠시 잠들고 그녀의 육신에 낙수의 혼이 공존해 있다. 욱의 아내. 본명 : 조영.
- 박은혜 : 진호경 역 - 진요원의 원장, 모계 계승을 이어가고 있는 진씨 집안의 수장, 진씨집안에 비밀스럽게 자리한 진요원 안엔 신비로운 힘을 지닌 물건들이 보관되어 있다. 본인의 신력이 더 약해지기 전에 진요원의 대를 이을 사람을 찾아야 한다. 당구의 장모.
- 아린 : 진초연 역 - 진씨 집안의 막내딸, 3년 전 사건은 철부지 막내딸이던 진초연을 어엿한 아가씨로 성장시켰다. 당구의 아내.

### 서씨 집안
- 황민현 (아역 : 문성현) : 서율 역 - 최고 명문가인 '서씨 집안'의 천재 귀공자, 3년 전 사건으로 본가인 서호성으로 돌아갔다가 3년만에 돌아왔다. 남모르는 고통 속에 힘들어한다.
- 도상우 : 서윤오 역 - 율의 당숙, 하선의 사촌동생이기도 하다. 성공에의 야망을 품고 대호성에 입성한다. 진무가 환혼술로 윤오의 몸에 환혼되였다.

### 송림
- 유준상 : 박진 역 - 박씨집안이 이끄는 최대 기업 '송림'의 전 총수, 3년 전 사건에 대한 책임을 지고 총수 자리에서 물러났다. 소일거리로 밭을 가꾸고, 음식을 하며 소박한 은퇴생활을 즐기는 중이다. 연의 남편.
- 유인수 : 박당구 역 - '송림'의 젊은 총수, 진의 조카. 진의 은퇴 이후 '송림'을 물려받았다. 술법과는 달리 사업에는 재능이 있어 상단 일에 성과를 내고 있다. 초연의 남편. 진호경의 사위.
- 이하율 : 상호 역 - 진의 심복, 충직하고 정직하다 못해 고지식하다.

### 세죽원
- 이도경 : 허염 역 - 대호국 최고의 의료기관인 '세죽원'의 원장, 엄청난 의술과 함께 얄팍한 줏대와 해맑은 귀여움을 겸비한 애주가. 윤옥의 친할아버지.
- 홍서희 : 허윤옥 역 - 염의 손녀딸, 차분하고 단아하다. 뛰어난 의술을 지니고 있다.
- 정지안 : 순이 역 - 윤옥의 시종, 할말은 다 해야 하는 성격.
- 김용진 : 서의원 역 - 세죽원의 상급 의원, 자상하고 바지런한 의원.

### 천부관
- 조재윤 : 진무 역 - 천기를 살피고 기록하는 왕실 직속 기관인 천부관의 관주, 진요원 원장인 진호경의 이복동생. 3년 전 사건을 만들어 낸 장본인, 그로 인해 위기에서 벗어난 뒤 관주 자리에까지 올랐다. 자신의 야욕을 위해 거침없는 인물. 환혼술을 사용해 윤오의 몸에 환혼되었다. 초연의 외숙.
- 차용학 : 염수 역 - 진무의 수하, 눈치와 행동이 빠르고 욕심이 많다.
- 이지후 : 차범 역 - 천부관에 입성한 정진각 출신의 명문가 집안 자제들
- 이봉준 : 구효 역 - 천부관에 입성한 정진각 출신의 명문가 집안 자제들
- 주민수 : 한열 역 - 천부관에 입성한 정진각 출신의 명문가 집안 자제들

### 왕실
- 신승호 : 고원 역 - 제왕성의 비밀을 알게 된 세자, 너그럽고 자애로운 군주를 지향하지만, 3년 전 사건 이후 장욱과 매우 불편한 사이다. 제왕성의 존재를 밝히고, 진무를 과감히 내치지 못하는 자신이 싫다.
- 최광일 : 고순 역 - 대호국 왕, 후사가 없는 형님의 뒤를 이어 왕이 되었다. 자신의 자리를 늘 불안해한다.
- 심소영 : 서하선 역 - 대호국 왕비, 서율의 친고모. 당골네의 모습으로 환혼되었지만, 신분이 밝혀진 후 왕실로 돌아왔다. 변해버린 외모로 인한 고통에 시달린다.
- 이기섭 : 오 내관 역 - 세자를 수행하는 내관

### 취선루
- 박소진 : 주월 역 - 대호성 최고급 주점인 취선루의 주인, 취선루는 정재계 인사들의 사교의 중심이자, 젊은 셀럽들이 자주 찾는 핫플이다.

### 그 외 인물
- 임철수 : 마의 이 선생 역 - 마의 이선생, 본명은 이철. 술법에 능한 미스테리한 인물로, 사시사철 삼베로 된 마의만 입고 다닌다 하여 마의 이선생이라 불린다.
- 서혜원 : 소이 역 - 불법 도박장을 운영하는 객주, 돈 되는 일이라면 무엇이든 하는 인물이지만, 서율에 대해서만은 순수하고 애틋하다. 도박장을 운영하며 진무가 시키는 나쁜 일들을 처리해주고 있다.
- 송승환 : 용필 역 - 소이를 도와 이런 저런 일들을 처리한다.
- 우현 : 호연법사 역 - 기산에서 수행중인 술사집단을 이끈다, 만장회의 일원이자, 장욱을 파문한 열두 스승 중 하나.

### 기타 인물
- 김상일 : 차범 부 역 - 만장회의 일원이자 술사 차범의 아버지.
- 장의돈 : 만장회 술사 역 - 만장회 일원이다.
- 김진구 : 만장회 술사 역 - 만장회 일원이다.
- 이영진 : 만장회 술사 역 - 만장회 일원이다.
- 정한빛 : 진요원 술사 역 - 진요원 고위 술사이자 진호경을 수행하는 인물.
- 김철윤 : 병구 역 - 도박꾼. 소이에 의해 가짜 낙수가 있다고 소문을 퍼뜨린다.

### 특별출연
- 이준혁 : 하인 역 - 진요원에 술을 배달하러 온 하인. 장욱에게 낙수에 관한 이야기를 꺼낸다.
- 김대곤 : 하인 역 - 진요원에 술을 배달하러 온 하인. 장욱에게 환혼인을 막을 수 있다는 개마골 부적을 전달한다.
- 이채민 : 하인 역 - 진요원에 술을 배달하러 온 하인. 진요원에 혼자 출입했으며, 그곳에서 탈출한 진부연을 만난다.

## 시청률
최저 시청률과 최고 시청률은 시청률 조사회사와 지역별로 시청률에 차이가 있을 수 있습니다.
| 2022년 | 2022년    | 2022년         | 2022년       | 2022년 |
| 회차   | 방송일    | AGB 시청률     | AGB 시청률   |        |
| 회차   | 방송일    | 대한민국(전국) | 수도권(서울) |        |
| ------ | --------- | -------------- | ------------ | ------ |
| 제1회  | 12월 10일 | 6.719%         | 7.852%       |        |
| 제2회  | 12월 11일 | 7.743%         | 8.808%       |        |
| 제3회  | 12월 17일 | 7.176%         | 8.236%       |        |
| 제4회  | 12월 18일 | 8.458%         | 9.366%       |        |
| 제5회  | 12월 24일 | 7.134%         | 7.665%       |        |
| 제6회  | 12월 25일 | 8.237%         | 9.206%       |        |
| 제7회  | 12월 31일 | 6.444%         | 6.654%       |        |
| 2023년 |           |                |              |        |
| 제8회  | 1월 1일   | 8.605%         | 10.078%      |        |
| 제9회  | 1월 7일   | 8.218%         | 8.853%       |        |
| 제10회 | 1월 8일   | 9.651%         | 10.063%      |        |

## 같이 보기
- 대한민국의 텔레비전 드라마 목록 (ㅂ)
- 2022년 대한민국의 텔레비전 드라마 목록